# Necropoli di Ponte Secco
La necropoli ipogeica di Ponte Secco è un sito archeologico situato nella Nurra, regione della Sardegna nord-occidentale, e più precisamente in prossimità della strada statale 131 Carlo Felice, al km 221,6, nel tratto che unisce i centri abitati di Sassari e Porto Torres, dai quali dista rispettivamente dieci e sei chilometri.

## Il contesto ambientale
La necropoli si trova all'interno di un porzione di territorio che registra una rilevante presenza di monumenti preistorici distanti fra loro poche centinaia di metri. Tra i più importanti da segnalare il complesso di Monte d'Accoddi, le aree funerarie di Su Crucifissu Mannu, Li Lioni, Sant'Ambrogio, Su Jaiu, Spina Santa e Marinaru, i dolmen e menhir di Frades Muros, oltre ad una decina di nuraghi.
Il complesso sepolcrale occupa il fronte di un piccolo affioramento calcareo della lunghezza di circa 450 m ed è costituita da tredici tombe ipogeiche del tipo a domus de janas; alcune sono accessibili attraverso pozzetto o calatoia ("a proiezione verticale"), altre mediante corridoio orizzontale detto dromos ("a proiezione longitudinale"). Il numero di vani varia da un minimo di tre ad un massimo di quindici.
Come la gran parte delle domus, anche quelle di Ponte Secco presentano particolari architettonici tipici delle coeve abitazioni (travi, architravi, stipiti, pilastri, cornici e zoccolature) tendenti a ricreare un ambiente dall'aspetto simile al luogo in cui il defunto aveva trascorso la sua esistenza. Il singolare ingresso circolare della tomba III inquadra perfettamente l'altare di Monte d'Accoddi che si scorge in lontananza.

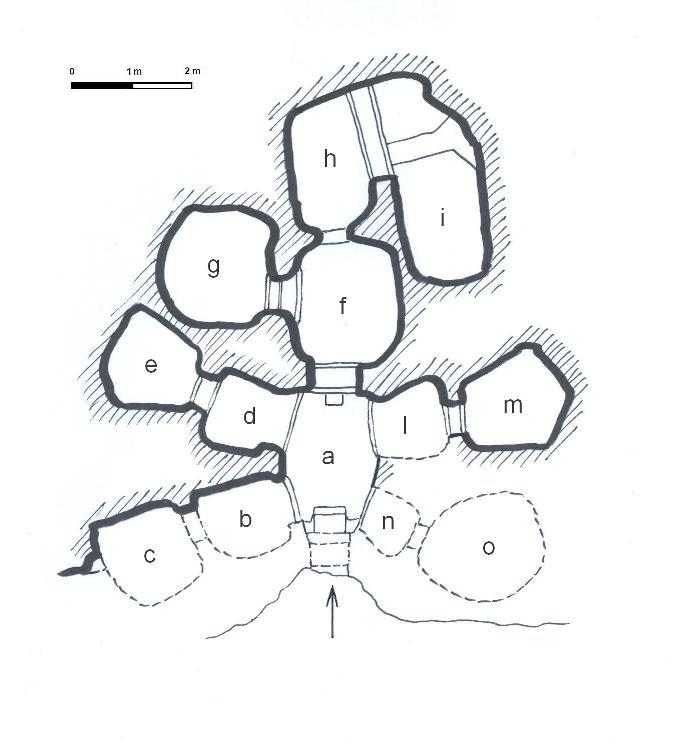
Pianta della tomba delle protomi

## La tomba delle protomi
Nonostante interessato dal crollo di una parte del soffitto, l'ipogeo che riveste maggiore interesse è la tomba IIA, chiamato anche tomba delle protomi.
Unico fra tutti ad avere un ingresso leggermente sopraelevato rispetto al piano di campagna, presenta una pianta complessa composta di quattordici vani (anticella compresa), distribuiti intorno a due ambienti centrali, che in totale interessano una superficie di circa 80 m2.
Al suo interno si possono apprezzare ricche ornamentazioni parietali scolpite a rilievo, costituite da due tavole d'offerta, dodici rappresentazioni di protomi taurine e, sempre in rilievo, ventuno figure di natura zoomorfa riprodotte in stile naturalistico.

## Gli scavi
Il sito è stato oggetto di indagini archeologiche nel 1952 da Ercole Contu (tomba I), nel 1970 da Antonello Baltolu (tomba II) e nel 1979 da Maria Luisa Ferrarese Ceruti sulle tombe III, IV e V. Durante gli scavi, oltre ai resti di inumati preistorici, vennero riportati alla luce materiali di notevole interesse tra i quali un frammento di idolo di Dea Madre in calcare bianco e una punta di freccia in selce, ed inoltre "brassard" (bracciali da arciere), elementi di collana e bottoni perforati, pendagli di canini di volpe, frammenti di vasi, il tutto riconducibile alla cultura di Ozieri (3200-2800 a.C.) e del Vaso campaniforme (2100-1800 a.C.), periodi a cui il sito viene ascritto.
Gran parte dei reperti sono conservati presso il Museo archeologico ed etnografico di Sassari.